# Motor PSA TU
Los motores PSA TU son una familia de motores de cuatro cilindros utilizados en la gama de Peugeot y Citroën. Fue introducido en 1986 con el Citroën AX, reemplazando a la familia de motores X, aunque compartió muchos componentes con su predecesor. Los motores de la familia TU están disponible en variantes de gasolina o diésel, esta última llamada TUD.
El motor TU está lejanamente relacionado con el motor X más antiguo, que comparte una arquitectura similar de árbol de levas, pero las diferencias clave son el árbol de levas accionado por correa (el X es accionado por cadena) y que el TU está montado en posición vertical convencional con una transmisión montada en el extremo separada y ejes de transmisión de longitud desigual. El motor X, en cambio, tenía una transmisión integral montada en el lateral del cárter, compartiendo un suministro de aceite común y estaba montado casi tumbado de lado dentro del vehículo.
El motor TU se montó en los siguientes automóviles:
- Citroën: AX, Saxo, C2, C3, C4, BX, ZX, Xsara, C15, Nemo y Berlingo.
- Mini Cooper.
- Peugeot: 106, 205, 206, 207, 309, 306, 307, 405, Pars, Bipper, Partner y Hoggar.
- IKCO: Samand Soren, Runna.

El motor TUD solo se usó en 11 automóviles, de los cuales 6 no eran modelos de PSA:
- Citroën: AX, Saxo, Xsara.
- Peugeot: 106.
- Rover/Metro: Serie 100.
- Nissan: Micra.
- Maruti Suzuki: Zen D/Di y Esteem D/Di.
- IKCO: Samand.
- Tata: Indigo 1.4 TD. (Motor TUD personalizado, basado en el 1.5 RE).

Actualmente los motores TU no se encuentran en producción, aunque los motores EC (para mercados emergentes) están estrechamente relacionados con el TU5.

## TU9
El TU9 tiene una cilindrada de 954 cm³, con un diámetro de 70 mm (2,76 pulgadas) y una carrera de 62 mm (2,44 pulgadas), con una distribución SOHC 8 válvulas. El TU9 era la versión de nivel de entrada, que se utiliza en variedad de automóviles como el Citroën AX, Saxo, Peugeot 205 y 106. La potencia fue inicialmente de 45 CV (33 kilovatios), pero se aumentó a 50 CV (37 kilovatios) en 1992, con la adopción de la inyección de combustible central y un catalizador. La producción se detuvo en el Citroën Saxo y Peugeot 106 con la introducción de la normativa Euro III en 2001.
| Versión  | Código interno | Relación de compresión | Potencia máxima                  | Par motor          | Alimentación                              | Normativa de anticontaminación   | Usos                                            |
| -------- | -------------- | ---------------------- | -------------------------------- | ------------------ | ----------------------------------------- | -------------------------------- | ----------------------------------------------- |
| TU9 K    | C1A            | 9.4:1                  | 45 CV (33 kilovatios) @ 5200 rpm | 73.6 Nm @ 2400 rpm | Carburación Solex 32 PBISA 12             | Euro 0                           | Peugeot 106 Peugeot 205 Citroën AX              |
| TU9 ML/Z | CDY            | 9.4:1                  | 45 CV (33 kilovatios) @ 6000 rpm | 74 Nm @ 3700 rpm   | Inyección monopunto Bosch Motronic MA 3.0 | Euro 1, Euro 2, con catalizador. | Peugeot 106 Peugeot 205 Citroën AX Citroën Saxo |
| TU9 ML/Z | CDZ            | 9.1:1                  | 50 CV (37 kilovatios) @ 6000 rpm | 74 Nm @ 3200 rpm   | Inyección monopunto Bosch Motronic MA 3.0 | Euro 1, Euro 2, con catalizador. | Peugeot 106 Citroën Saxo                        |

## TU1
El TU1 tiene una cilindrada de 1124 cm³, con un diámetro de 72 mm (2,83 pulgadas) y una carrera de 69 mm (2,72 pulgadas), con una distribución SOHC 8 válvulas. La potencia fue inicialmente de 55 CV (40 kilovatios), pero se aumentó a 60 CV (44 kilovatios) en 1992, con la adopción de la inyección de combustible central y un catalizador. La introducción de Euro 3 condujo a la adopción de inyección multipunto, pero la potencia se mantuvo igual (aunque hubo un pequeño aumento de par). Este motor fue la opción de nivel de entrada en el Citroën C2 y C3 y Peugeot 206.
| Versión  | Código interno | Relación de compresión | Potencia máxima                  | Par motor        | Alimentación                                 | Normativa de anticontaminación                          | Usos                                                                                           |
| -------- | -------------- | ---------------------- | -------------------------------- | ---------------- | -------------------------------------------- | ------------------------------------------------------- | ---------------------------------------------------------------------------------------------- |
| TU1 K    | H1A, H1B       | 9.7:1                  | 55 CV (40 kilovatios) @ 5800 rpm | 89 Nm @ 3200 rpm | Carburación Solex 32 PBISA 16                | Euro 0                                                  | Peugeot 205 Citroën AX Citroën BX                                                              |
| TU1 F2/K |                | 9.7:1                  | 60 CV (44 kilovatios) @ 5800 rpm | 74 Nm @ 2400 rpm | Carburación                                  | Euro 0                                                  | Peugeot 106 Peugeot 309 Citroën ZX                                                             |
| TU1 M/Z  | HDY            | 9.4:1                  | 55 CV (40 kilovatios) @ 6200 rpm | 88 Nm @ 3800 rpm | Inyección monopunto Magneti-Marelli          | Euro 1, Euro 2, con catalizador.                        | Peugeot 106 Peugeot 306                                                                        |
| TU1 M/Z  | HDZ            | 9.4:1                  | 60 CV (44 kilovatios) @ 6200 rpm | 88 Nm @ 3800 rpm | Inyección monopunto Magneti-Marelli          | Euro 1, Euro 2, con catalizador.                        | Peugeot 106 Peugeot 205 Peugeot 306 Peugeot 309 Citroën AX Citroën Saxo Citroën ZX Citroën C15 |
| TU1 JP   | HFX            | 9.4:1                  | 60 CV (44 kilovatios) @ 5500 rpm | 94 Nm @ 3500 rpm | Inyección multipunto Bosch Motronic MP 7.4.4 | Euro 3, Euro 4, Euro 5, con catalizador (Citroën C3 II) | Peugeot 106 Peugeot 206 Citroën Saxo Citroën C2 Citroën C3                                     |

## TU2
El TU2 tiene un cilindrada de 1294 cm³, con un diámetro de 75 mm (2,95 pulgadas) y una carrera de 73,2 mm (2,88 pulgadas), con una distribución SOHC 8 válvulas. La potencia era inicialmente de 95 CV (70 kilovatios), propulsando el Citroën AX Sport, pero se desarrolló una versión ligeramente más potente del TU24 para el Peugeot 205 Rallye con un colector de admisión más recto y un venturi ligeramente más grande en los carburadores Weber. Una nueva versión con 100 CV (74 kilovatios) se creó en 1992 para el Peugeot 106 Rallye, con la adopción de un sistema de inyección de combustible Magneti Marelli y catalizador. Esta versión en el 106 Rallye usa un bloque de aluminio TU3 más alto diferente al TU24 (cuyo bloque se basa en un TU1), diferentes longitudes de varilla de conexión y pistones al TU24. Las cabezas de aluminio también difieren ligeramente en el tamaño y forma del puerto con diferentes árboles de levas. Los tamaños de las válvulas son ligeramente diferentes, ya que TU24 tiene 39,3 mm (1,5 pulgadas) de entrada / 31,2 mm (1,2 pulgadas) de escape. TU2J2 tiene 39,5 mm (1,6 pulgadas) de entrada y 31,4 mm (1,2 pulgadas) de escape con vástagos de válvula ligeramente más delgados al TU24.
| Versión  | Código interno | Relación de compresión | Potencia máxima                   | Par motor         | Alimentación                                                     | Normativa de anticontaminación | Usos               |
| -------- | -------------- | ---------------------- | --------------------------------- | ----------------- | ---------------------------------------------------------------- | ------------------------------ | ------------------ |
| TU2 4A   | M4A            | 9.6:1                  | 95 CV (70 kilovatios) @ 6800 rpm  | 113 Nm @ 5000 rpm | Doble carburación de doble cuerpo Solex ADDHE 40 / Weber DCOE 40 | Euro 0                         | Citroën AX Sport   |
| TU2 4A/K | M2A            | 9.6:1                  | 103 CV (76 kilovatios) @ 6800 rpm | 120 Nm @ 5000 rpm | Doble carburación de doble cuerpo Weber DCOM 40                  | Euro 0                         | Peugeot 205 Rallye |
| TU2 J2/Z | MFZ            | 10.2:1                 | 100 CV (74 kilovatios) @ 7200 rpm | 108 Nm @ 5400 rpm | Inyección multipunto Magneti-Marelli 08P.40                      | Euro 1, con catalizador        | Peugeot 106 Rallye |

## TU3
El TU3 tiene una cilindrada de 1360 cm³, con un diámetro de 75 mm (2,95 pulgadas) y una carrera de 77 mm (3,03 pulgadas), con una distribución SOHC 8 válvulas. Este motor ha sido uno de los más utilizados por el Groupe PSA, con aplicaciones en superminis, compactos y coches medianos, incluido un período de uso de competición en la Citroën AX GT Cup y la Citroën AX GTI Cup, celebrada en muchos países europeos en todo el mundo a principios de la década de 1990 en circuito y rally.
En sus primeros años, estaba disponible con un carburador de simple o doble, con inyección de combustible introducida en 1990 para el Citroën AX GTI y el Peugeot 106 XSi, capaz de entregar 100 CV (74 kilovatios) a 6600rpm. Las versiones carburadas dieron paso a la inyección de combustible en 1992, mientras que la versión deportiva se retiró en 1996.

 TU3 JP

| Versión   | Código interno | Relación de compresión | Potencia máxima                  | Par motor         | Alimentación                               | Normativa de anticontaminación  | Usos |
| --------- | -------------- | ---------------------- | -------------------------------- | ----------------- | ------------------------------------------ | ------------------------------- | --- |
| TU3 A     | K1B            | 9.3:1                  | 65 CV (48 kilovatios) @ 5400 rpm | 112 Nm @ 3000 rpm | Carburación Weber 34 TLP 8                 | Euro 0                          | Peugeot 205 Peugeot 405 |
| TU3 A/K   | K1F            | 9.3:1                  | 70 CV (51 kilovatios) @ 5600 rpm | 111 Nm @ 3400 rpm | Carburación Weber 34 TLP 14                | Euro 0                          | Peugeot 205 Peugeot 309 Peugeot 405 Citroën AX Citroën BX |
| TU3 F2/K  | K2D            | 9.3:1                  | 75 CV (55 kilovatios) @ 5800 rpm | 116 Nm @ 3800 rpm | Carburación de doble cuerpo                | Euro 0                          | Peugeot 106 Peugeot 205 Peugeot 309 Citroën AX Citroën ZX |
| TU3 S     | K2A, K2B       | 9.3:1                  | 85 CV (63 kilovatios) @ 6400 rpm | 116 Nm @ 4000 rpm | Carburación de doble cuerpo Solex 32/34 Z2 | Euro 0                          | Peugeot 205 Peugeot 309 Citroën AX GT |
| TU3 FJ2/K | K6B            | 9.9:1                  | 98 CV (72 kilovatios) @ 6800 rpm | 123 Nm @ 4200 rpm | Inyección multipunto Bosch Motronic MP3.1  | Euro 0                          | Peugeot 106 XSi Citroën AX GTi |
| TU3 FJ2/Z | KFZ            | 9.9:1                  | 94 CV (69 kilovatios) @ 6600 rpm | 117 Nm @ 4200 rpm | Inyección multipunto Bosch Motronic MP3.1  | Euro 1, con catalizador         | Peugeot 106 XSi Citroën AX GTi |
| TU3 M/Z   | KDX            | 9.3:1                  | 75 CV (55 kilovatios) @ 5800 rpm | 111 Nm @ 3400 rpm | Inyección monopunto Bosch Motronic MA3.0   | Euro 1, con catalizador         | Peugeot 106 Peugeot 205 Peugeot 306 Peugeot 309 Citroën AX Citroën BX Citroën ZX                                                                                        |
| TU3 JP    | KFX            | 10.2:1                 | 75 CV (55 kilovatios) @ 5500 rpm | 118 Nm @ 3300 rpm | Inyección multipunto Magneti Marelli 1AP   | Euro 2, con catalizador         | Peugeot 106 Peugeot 206 Peugeot 306 Peugeot 309 Citroën Saxo Citroën Xsara Citroën ZX                                                                                   |
| TU3 JP    | KFW            | 10.2:1                 | 75 CV (55 kilovatios) @ 5500 rpm | 120 Nm @ 3400 rpm | Inyección multipunto Sagem 2000P           | Euro 3, Euro 4, con catalizador | Peugeot 106 Peugeot 1007 Peugeot 206 Peugeot 207 Peugeot 306 Peugeot 307 Peugeot Partner Citroën Berlingo Citroën C2 Citroën C3 Citroën Nemo Citroën Saxo Citroën Xsara |

## ET3
El ET3 tiene un cilindrada de 1360 cm³, con un diámetro de 75 mm (2,95 pulgadas) y una carrera de 77 mm (3,03 pulgadas). Este motor es una versión DOHC de 16 válvulas del TU3 se introdujo en 2004 con el Peugeot 206 Quiksilver. Sin embargo, esta versión se llamó ET3, posiblemente como preludio de la nueva familia de motores Prince PSA/BMW.
| Versión | Código interno | Relación de compresión | Potencia máxima                  | Par motor         | Alimentación         | Normativa de anticontaminación | Usos                                                                 |
| ------- | -------------- | ---------------------- | -------------------------------- | ----------------- | -------------------- | ------------------------------ | -------------------------------------------------------------------- |
| ET3 JP4 | KFU            | 10.2:1                 | 88 CV (65 kilovatios) @ 5250 rpm | 133 Nm @ 3250 rpm | Inyección multipunto | Euro 4, con catalizador        | Peugeot 206 Peugeot 207 Peugeot 307 Citroën C2 Citroën C3 Citroën C4 |

## TU5
El TU5 tiene una cilindrada de 1587 cm³, con un diámetro de 78,5 mm (3,09 pulgadas) y una carrera de 82 mm (3,23 pulgadas). Inicialmente estaba disponible en configuraciones de 8 y 16 válvulas, pero solo queda la opción DOHC 16 válvulas. El bloque está hecho de hierro fundido y la cabeza es de aluminio. La potencia es de 109 CV (80 kilovatios) en la mayoría de las aplicaciones actuales, al igual que el motor diésel DV6 de 1.6 L, aunque se utiliza una versión deportiva de 122 CV (90 kilovatios) para alimentar el Citroën C2 VTS. El TU5 ha sido utilizado en el automovilismo tanto por Citroën como por Peugeot.
El motor EC5 que se utiliza en el Citroën Elysée y Peugeot 301 utiliza como base el TU5 JP4
| Versión   | Código interno | Distribución     | Relación de compresión | Potencia máxima                   | Par motor         | Alimentación                              | Normativa de anticontaminación          | Usos |
| --------- | -------------- | ---------------- | ---------------------- | --------------------------------- | ----------------- | ----------------------------------------- | --------------------------------------- | --- |
| TU5 JP    | NFZ            | SOHC 8 válvulas  | 9.6:1                  | 88 CV (65 kilovatios) @ 5600 rpm  | 135 Nm @ 3000 rpm | Inyección multipunto Bosch Motronic MP5.1 | Euro 1, Euro 2, con catalizador         | Peugeot 106 Peugeot 206 Peugeot 306 Peugeot Partner Citroën Berlingo Citroën Saxo VTR/VTS Citroën Xsara Citroën Xsara Picasso                  |
| TU5 JP+   | NFV            | SOHC 8 válvulas  | 9.6:1                  | 95 CV (70 kilovatios) @ 5700 rpm  | 138 Nm @ 3500 rpm | Inyección multipunto                      | Euro 3, con catalizador                 | Citroën Xsara Picasso |
| TU5 JP/L4 | NFT            | SOHC 8 válvulas  | 9.6:1                  | 98 CV (72 kilovatios) @ 5700 rpm  | 138 Nm @ 3500 rpm | Inyección multipunto                      | Euro 3, con catalizador                 | Peugeot 306 Citroën Saxo VTS 100 |
| TU5 J2/R3 | NFY            | SOHC 8 válvulas  | 10.2:1                 | 103 CV (76 kilovatios) @ 6200 rpm | 135 Nm @ 3500 rpm | Inyección multipunto Magneti-Marelli 8P   | Euro 1, con catalizador                 | Peugeot 106 XSi 1.6 |
| TU5 J2/L3 | NFW            | SOHC 8 válvulas  | 10.2:1                 | 101 CV (74 kilovatios) @ 6200 rpm | 132 Nm @ 3500 rpm | Inyección multipunto Bosch Motronic MP5.2 | Euro 2, con catalizador                 | Peugeot 106 Rallye 1.6 |
| TU5 JP4   | NFU            | DOHC 16 válvulas | 11.0:1                 | 109 CV (80 kilovatios) @ 5750 rpm | 147 Nm @ 4000 rpm | Inyección multipunto                      | Euro 3, Euro 4, Euro 5, con catalizador | Peugeot 1007 Peugeot 206 Peugeot 307 Peugeot Partner Citroën Berlingo Citroën C2 VTR Citroën C3 Citroën C4 Citroën Xsara Citroën Xsara Picasso |
| TU5 JP4B  | NFR            | DOHC 16 válvulas | 11.0:1                 | 90 CV (66 kilovatios) @ 5800 rpm  | 132 Nm @ 2500 rpm | Inyección multipunto                      | Euro 5, con catalizador                 | Peugeot Partner Citroën Berlingo |
| TU5 J4    | NFX            | DOHC 16 válvulas | 10.8:1                 | 118 CV (87 kilovatios) @ 6600 rpm | 142 Nm @ 5200 rpm | Inyección multipunto Magneti Marelli 1AP  | Euro 2, Euro 3, con catalizador         | Peugeot 106 GTi Citroën Saxo VTS 16v |
| TU5 JP4S  | NFS            | DOHC 16 válvulas | 11.0:1                 | 122 CV (90 kilovatios) @ 6500 rpm | 143 Nm @ 3750 rpm | Inyección multipunto                      | Euro 4, con catalizador                 | Citroën C2 VTS |

TU5 JP+ (NFV) y TU5 JP/L4 (NFT) son casi los mismos motores, con ligeras diferencias.

## TUD3
El TUD3 tiene una cilindrada de 1360 cm³, con un diámetro de 75 mm (2,95 pulgadas) y una carrera de 77 mm (3,03 pulgadas). El TUD era la variante diésel con una distribución SOHC 8 válvulas. Un diésel de inyección indirecta con bomba mecánica (variantes de Bosch o Lucas según modelo y año). Inicialmente utilizó las carcasas de los cilindros de aleación del TU3 con forros húmedos más fuertes. Este motor fue denominado TUD3.
| Versión | Código interno | Relación de compresión | Potencia máxima                     | Par motor        | Alimentación                               | Normativa de anticontaminación | Usos                             |
| ------- | -------------- | ---------------------- | ----------------------------------- | ---------------- | ------------------------------------------ | ------------------------------ | -------------------------------- |
| TUD3    | K9A            | 22.5:1                 | 53 CV (38,98 kilovatios) @ 5000 rpm | 86 Nm @ 2500 rpm | Bomba rotativa Bosch e inyección indirecta | Euro 0                         | Citroën AX                       |
| TUD3 Y  | K9Y            | 22.5:1                 | 50 CV (36,78 kilovatios) @ 5000 rpm | 82 Nm @ 2500 rpm | Bomba rotativa Lucas e inyección indirecta | Euro 1, con catalizador        | Peugeot 106 Citroën AX Rover 100 |

## TUD5
El TUD5 tiene una cilindrada de 1527 cm³, con un diámetro de 77 mm (3,03 pulgadas) y una carrera de 82 mm (3,23 pulgadas). En 1994 se aumentó la cilindrada a 1527 cc, con un diámetro de 77 mm (3,03 pulgadas) y una carrera de 82 mm (3,23 pulgadas), y el bloque se refundió en hierro con perforaciones directamente en el bloque, el motor pasó a llamarse TUD5, con una distribución SOHC 8 válvulas. Además de una serie de aplicaciones en los modelos supermini del Groupe PSA (AX, Saxo, 106) y Citroën Xsara, se vendió a otros fabricantes de automóviles que no poseían motores diésel pequeños, como el indio Maruti que lo instaló en su Esteem y el Rover Metro desde 1993 hasta el final de la producción en 1997. También impulsó la versión diésel de la segunda generación del Nissan Micra en Europa.

 TUD5 

 TUD5 

| Versión | Código interno     | Relación de compresión | Potencia máxima                  | Par motor        | Alimentación                                | Gestión motor             | Años uso                                     | Normativa de anticontaminación | Usos                                                           |
| ------- | ------------------ | ---------------------- | -------------------------------- | ---------------- | ------------------------------------------- | ------------------------- | -------------------------------------------- | ------------------------------ | -------------------------------------------------------------- |
| TUD5    | VJY                | 23.0:1                 | 54 CV (40 kilovatios) @ 5000 rpm | 93 Nm @ 2250 rpm | Bomba rotativa Lucas e inyección indirecta  | Motor sin UCE             | Desde salida hasta 1996                      | Euro 1, sin catalizador        | Peugeot 106 Citroën AX Citroën Saxo Nissan Micra Mk2 Rover 100 |
| TUD5    | VJZ ( DE LA COPA ) | 23.0:1                 | 57 CV (42 kilovatios) @ 5000 rpm | 95 Nm @ 2250 rpm | Bomba rotativa Lucas e inyección indirecta. | Motor sin UCE.            | Desde 1996 hasta 06/2001                     | Euro 2, sin catalizador        | Peugeot 106 Citroën AX Citroën Saxo Nissan Micra Mk2 Rover 100 |
| TUD5    | VJX                | 23.0:1                 | 58 CV (43 kilovatios) @ 5000 rpm | 95 Nm @ 2250 rpm | Bomba rotativa Bosch e inyección indirecta. | Motor controlado con UCE. | Desde 06/2001 hasta fin de producción (2003) | Euro 3, con catalizador        | Peugeot 106 Citroën Saxo Nissan Micra Mk2                      |

- Datos: Q1913266
- Multimedia: PSA TU engine / Q1913266